# Sichtermanhuis

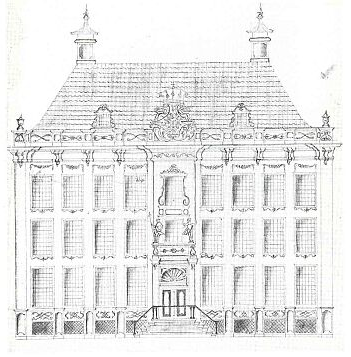
Oorspronkelijk ontwerp van het Sichtermanhuis

Het Sichtermanhuis is een rijksmonumentaal 18e-eeuws pand in Lodewijk XV-stijl  aan de Ossenmarkt in de stad Groningen. 
Het huis werd gebouwd in opdracht van Jan Albert Sichterman, nadat deze na een lucratieve carrière in dienst van de VOC terugkeerde naar zijn geboortestad. Op 26 maart 1743 vond de legging van de eerste steen plaats.
Na Sichtermans dood werd het huis in tweeën gesplitst. De imposante deurpartij van het huis werd overgebracht naar het huis van de in 1913 gesloopte Boumanshof en kwam na de sloop in het bezit van het Groninger Museum.